# Пуну (народ)
Пуну — народ, относящийся к этнической группе банту. К родственным народам пуну относятся: буиси, сангу, сира, лумбу, тсаанги и другие этнические группы.

## Общие сведения
Ареал проживания рассматриваемого нами этноса — южная часть Габонской Республики, а также смежные с ними территории Республики Конго. Общая численность народной группы пуну, по данным на 1990-е года, составляла приблизительно 330 тыс.чел. В Габоне 250 тысяч человек и в Конго 80 тысяч.
Используемый языки — сира-пуну.

## Социальные отношения
Большинство представителей придерживаются традиционным верованиям, однако есть и христиане(католики, протестанты).
На территории компактного проживания пуну сохраняются родо-племенные отношения с соседской или или родовой общиной, а также патриархальные отношения и патрилинейность(счет происхождения родства и наследования по отцовской линии в отцовском роде, наследование имени отца); патрилокальный брак, при котором жена переходит в общину (дом) мужа.

## Быт
Представители группы пуну живут в селениях, расположенных в близости от рек или больших дорог. Для строительства домов чаще всего используются пальмовые листья, трава, ветви деревьев и тростник. Жилище представляло собой прямоугольный дом с плетеными стенами, с высокими двускатными крышами. В ежедневный рацион пуну входят жареные овощи и фрукты, распространённые в областях проживания народа, например, жареные бананы, рыба (в местах, пригодных для рыболовства).

### Виды деятельности
Основные виды деятельности пуну:
1. тропическое ручное земледелие. К выращиваемым культурам относятся: ямс, маниок, таро, батат, рис(в некоторых районах), а также арахис, масленичная пальма; овощи; фрукты (бананы, цитрусовые);
2. сезонные работы на плантациях кофе, какао и лесоразработках;
3. рыболовство (в приречных и прибрежных территориях);
4. художественные и традиционные ремесла, такие как: резьба по дереву, гончарство, плетение циновок, роспись.